# 天蝎座V949
天蝎座V949，又名CD-3411757，HD 158741、SAO 208935、HR 6522，是天蝎座的一颗恒星，视星等为6.17，位于銀經353.98，銀緯-0.47，其B1900.0坐标为赤經17h 25m 47.1s，赤緯-34° -0.47′ 13″。